# Fitchia
Fitchia es un género de plantas fanerógamas perteneciente a la familia de las asteráceas. Comprende 8 especies descritas y solo 7 aceptadas.

## Taxonomía
El género fue descrito por Joseph Dalton Hooker y publicado en London Journal of Botany 4: 640. 1845.

## Especies aceptadas
A continuación se brinda un listado de las especies del género Fitchia aceptadas hasta junio de 2012, ordenadas alfabéticamente. Para cada una se indica el nombre binomial seguido del autor, abreviado según las convenciones y usos.
- Fitchia cordata M.L.Grant & Carlq.
- Fitchia cuneata J.W.Moore
- Fitchia mangarevensis F.Br.
- Fitchia nutans Hook.f.
- Fitchia rapensis F.Br.
- Fitchia speciosa Cheeseman
- Fitchia tahitensis Nadeaud